# Elisabeth Meyer
Kathrine Elisabeth Meyer (født 19. juli 1860 i Svendborg, død 4. juli 1927 i København) var en dansk komponist.
Elisabeth Meyers mormor var operasangerinden Catharine Simonsen, morfaderen Sophus Simonsen ansat i Det Kongelige Kapel, hendes morbror var operasangeren Niels Juel Simonsen og dirigenten Erik Tuxen var hendes nevø. Også moderen og flere af Elisabeth Meyers søskende var sangere eller musikere.
Man kan antage, at dette miljø befordrede en interesse i at udtrykke sig musikalsk, og Elisabeth Meyer virkede frem til omkring 1900 både som komponist af mindre musikstykker og lejlighedsvis som sanger ved især velgørenhedsarrangementer. Hun blev som barn og ung undervist af sin mor, og fik senere, mens hun boede i Århus, undervisning af Arthur Allin. Hun søgte 2 gange forgæves om statslige legater for at kunne rejse til København og videreuddanne sig som komponist.

## Musikken
Som de fleste andre af tidens kvindelige komponister måtte Elisabeth Meyer bruge den tid, der blev tilovers efter at den daglige husholdning var ordnet, til sit musikalske arbejde. Derfor er det ikke mærkeligt at størsteparten af hendes musik er strofiske sange, hyppigt med tekst af Thor Lange eller J.P. Jacobsen, med et enkelt klaverakkompagnement. Ud over de ca. 60 sange kendes en berceuse for violin og klaver, et klaverstykke og en kantate for to solister, damekor og to klaverer. Kantaten vandt en delt førstepræmie i en konkurrence ved Kvindernes Udstilling i 1895.